# Calycopis origo
Calycopis origo är en fjärilsart som beskrevs av Frederick DuCane Godman och Osbert Salvin 1887. Calycopis origo ingår i släktet Calycopis och familjen juvelvingar. Inga underarter finns listade i Catalogue of Life.